# Sun Village (California)
Sun Village es un lugar designado por el censo ubicado en el condado de Los Ángeles en el estado estadounidense de California. En el año 2010 tenía una población de 11.565 habitantes.

## Geografía
Sun Village se encuentra ubicado en las coordenadas 34°33′34.29″N 117°57′24.33″O / 34.5595250, -117.9567583.